# 嘉南藥理大學王趁紀念圖書館
嘉南藥理大學王趁紀念圖書館（英文：Chia Nan University of Pharmacy and Science Cheng Wang Memorial Library）是嘉南藥理大學附設的圖書館，設立於2003年，提供教職員及學生中文或外文書籍、視聽資料借閱等服務。

## 簡介
- 1966年，設立圖書室
- 1971年，第一代圖書館（為現今之藥學系辦公室）啟用
- 1991年，遷至現今環境永續大樓5～8樓
- 2000年，圖書館兼國際會議廳（第二代館舍）啟用
- 2001年，第三代館舍動工興建
- 2003年，9月遷至第三代館舍，以創辦人王趁名字命名之；12月特邀陳水扁總統剪綵

## 樓層介紹
| 九樓     | 嘉南文化藝術館                                                                                         |  |
| 八樓     | 視訊廳、研究小間                                                                                       |  |
| 七樓     | 多媒體中心、媒體室                                                                                     |  |
| 六樓     | 學位論文/學報區、館長室、貴賓室、研討室、討論室                                                        |  |
| 五樓     | 中文書庫、兒童圖書區、研究小間、討論室                                                                 |  |
| 四樓     | 中文書庫、研究小間、討論室                                                                             |  |
| 三樓     | 外文書庫、中文書庫、討論室、音樂欣賞區                                                                 |  |
| 二樓     | 外文/中文現刊區、閱報區、研討室、辦公室、影印室、教師休息室、音樂欣賞區                                |  |
| 一樓     | 入口大廳、流通/諮詢服務櫃台、外文/中文參考書區、新書展示區、資訊檢索室、討論室、影印室、檢索區、置物室 |  |
| 地下一樓 | 自學中心、電腦教室                                                                                     |  |
| 地下二樓 | 外文/中文/日文裝訂期刊區、舊報區、影印室                                                               |  |

## 外部連結
- 嘉南藥理大學（页面存档备份，存于）
- 嘉藥王趁紀念圖書館（页面存档备份，存于）